# 津和村
津和村（つわむら）は長野県上水内郡にあった村。現在の長野市信州新町山上条・信州新町越道・信州新町山穂刈にあたる。

## 地理
- 山：五百山
- 河川：犀川

## 歴史
- 1889年（明治22年）4月1日 - 町村制の施行により、山上条村・越道村・山穂刈村の区域をもって発足。
- 1954年（昭和29年）4月1日 - 水内村と合併して久米路村が発足。同日津和村廃止。

## 交通

### 道路
- 国道19号